# Asylagentur der Europäischen Union
Die Asylagentur der Europäischen Union (EUAA,  englisch European Union Agency for Asylum), bis 19. Januar 2022 Europäische Unterstützungsbüro für Asylfragen (EASO,  englisch European Asylum Support Office) genannt, ist eine Gemeinschaftsagentur der Europäischen Union mit Sitz in Valletta auf Malta. Sie ist zuständig für die Unterstützung der Zusammenarbeit der Mitgliedsstaaten der EU im Bereich Asyl. 
Das EASO wurde im Jahr 2010 durch die Verordnung (EU) Nr. 439/2010 des Europäischen Parlaments und des Rates vom 19. Mai 2010 errichtet. und wurde am 19. Januar 2022 durch die Asylagentur der Europäischen Union ersetzt (mit Inkrafttreten der Verordnung (EU) 2021/2303 des Europäischen Parlaments und des Rates vom 15. Dezember 2021 über die Asylagentur der Europäischen Union und zur Aufhebung der Verordnung (EU) Nr. 439/2010). Mit der Schaffung der EUAA, das an die Stelle des EASO getreten ist, sollte eine Weiterentwicklung der EASO und eine Erweiterung ihrer Aufgaben erfolgen.

## Aufgaben
Die EUAA hat die Aufgabe, die praktische Zusammenarbeit der EU-Mitgliedstaaten im Asylbereich zu stärken. Zu diesem Zweck wirkt es bei der Umsetzung des Gemeinsamen Europäischen Asylsystems (GEAS) mit und unterstützt Mitgliedstaaten, deren Asylsystem besonders belastet ist. Es recherchierte und veröffentlichte für Asylbehörden relevante Informationen über häufige Herkunftsländer in COI-Berichten (Country of Origin Information).
Die EUAA hat keine Befugnis, auf Entscheidungen nationaler Asylbehörden über einzelne Asylanträge Einfluss zu nehmen.

## Struktur
Die EUAA wird von einem Verwaltungsrat überwacht, einem Planungs- und Überwachungsgremium. Er besteht aus den von Mitgliedsstaaten entsandten Vertretern (jeweils ein Vertreter pro Mitgliedsstaat), zweier Mitglieder der Europäischen Kommission und dem UNHCR als ständigem Mitglied ohne Stimmrecht.
Der Verwaltungsrat ernennt den Exekutivdirektor, der wiederum von einem Exekutivausschuss beraten wird, der aus sechs Mitgliedern des Verwaltungsrats zusammengesetzt sind.
Die EUAA kann Arbeitsgruppen mit Sachverständigen aus dem Bereich Asyl bilden. Des Weiteren besteht ein Beirat für die Zusammenarbeit mit Nichtregierungsorganisationen und Institutionen der Zivilgesellschaft, dessen Arbeit der Exekutivdirektor koordiniert.

## Berichte der EUAA
In der EU, Norwegen und der Schweiz seien in den ersten sechs Monaten des Jahres 2023 rund 519.000 Asylanträge verzeichnet worden, 28 Prozent mehr als im Vorjahreszeitraum.